# 佐藤嘉大
佐藤 嘉大（さとう よしひろ、1957年12月25日 - 2020年4月4日）は、日本の地方公務員。元北海道庁職員。北海道教育委員会教育長を務めた。

## 経歴
北海道清水町出身。高校卒業後、大学進学を検討するも断念し、1978年北海道庁入庁。初任配属先は芦別保健所。1981年、札幌への異動をきっかけに大学進学を決意し、1983年北海学園大学法学部二部へ進学。６年後の1989年に卒業。
その後、総務部人事局長、総務部危機管理監、総合政策部長を経て、2018年に北海道教育委員会教育長に就任。
2020年4月4日未明、道庁から帰宅後体調不良を訴え緊急搬送されるも、数時間後、循環器不全のため死去。62歳没。現職での死去は初めてだった。死没日をもって従六位叙位、瑞宝小綬章追贈。

## 教育長として
新型コロナウイルス感染症の学校での拡大を防止する目的で、全国に先駆けて道内全ての公立小中高校の臨時休校を要請。その後、政府も同様の決断を下し、全国の公立学校の休校を要請した。

## 関連リンク
- http://www.hgu-dousoukai.org/wp-content/uploads/2018/09/8a4461272dd3993c24b38983dcab808d.pdf
- http://www.pref.hokkaido.lg.jp/ss/tkk/hodo/gcomment/r2/r020404.htm https://web.archive.org/web/20200404051356/https://www3.nhk.or.jp/sapporo-news/20200404/7000019834.html https://www.hbc.co.jp/news/d92799fb400c6d4c01d7071905e8e6f6.html
- https://www.47news.jp/medical/4684238.html https://www.kyoiku-press.com/post-192365/ https://www.kyoiku-press.com/post-214834/ https://www.sankei.com/article/20200404-543NURFJ2FIR3DUGV63OK7HEEY/
- https://education.dotsu.co.jp/articles/detail/48583 https://education.dotsu.co.jp/articles/detail/66166